# K.J. Bishop
K.J. Bishop, właśc. Kirsten Jane Bishop (ur. 1972) – australijska pisarka fantasy i malarka. Za swoją debiutancką powieść Akwaforta została nominowana do Nagrody World Fantasy. Aktualnie mieszka w Tajlandii.

## Twórczość[2]

### Powieści
- Akwaforta (The Etched City) (2006)

### Opowiadania i nowele
- The Art of Dying (1997)
- The Love of Beauty (1999)
- The Memorial Page (2002)
- On the Origins of the Fragrant Hill (2002)
- Beach Rubble (2003)
- Maldoror Abroad (2003)
- Reminiscence (2003)
- Alsiso (2004)
- We the Enclosed (2004)
- Between the Covers (2005)
- Silk and Pearls (2006)

## Nagrody[3]

### Zdobyte
- 2004: Nagroda Williama L. Crawforda
- 2004: Ditmar Award za najlepszą powieść
- 2004: Ditmar Award za najlepszy nowy talent

### Nominacje
- 2004: International Horror Guild Award za najlepszą pierwszą powieść
- 2004: Aurealis Award za najlepszą powieść fantasy
- 2004: Nagroda World Fantasy za najlepszą powieść
- 2005: Nagroda Campbella (nowy pisarz)
- 2006: Nagroda Campbella (nowy pisarz)